# Hechtina
Hechtina es un género de foraminífero bentónico de la subfamilia Nubeculinellinae, de la familia Nubeculariidae, de la superfamilia Cornuspiroidea, del suborden Miliolina y del orden Miliolida. Su especie tipo es Hechtina praeantiqua. Su rango cronoestratigráfico abarca desde el Valanginiense hasta el Aptiense (Cretácico inferior).

## Discusión
Clasificaciones más recientes incluyen Hechtina en la superfamilia Nubecularioidea.

## Clasificación
Hechtina incluye a las siguientes especies:
- Hechtina praeantiqua †
- Hechtina vagiformis †

En Hechtina se ha considerado el siguiente subgénero:
- Hechtina (Listerella), aceptado como género Listerella